# Pitcairnia compostelae
Pitcairnia compostelae là một loài thực vật có hoa trong họ Bromeliaceae. Loài này được McVaugh miêu tả khoa học đầu tiên năm 1989.